# スティベン・アセベド
スティベン・アセベド（Stiven Acevedo、2002年8月2日 - ）は、ドミニカ共和国出身のプロ野球選手（外野手）。右投右打。千葉ロッテマリーンズ所属。

## 経歴

### オリオールズ傘下時代
2019年8月にボルチモア・オリオールズとマイナー契約を締結した。契約後はルーキー級ドミニカン・サマーリーグ（DSL）のDSLオリオールズで61試合に出場して打率.250、1本塁打、25打点という成績だった。
2020年はコロナ禍の影響でマイナーリーグが中止となった。
2021年はルーキー級フロリダ・コンプレックスリーグ（FCL）のFCLオリオールズで39試合に出場し、打率.254、3本塁打、24打点という成績を残した。
2022年はFCLオリオールズとA級デルマーバ・ショアバーズの2球団合計で54試合に出場するも、打率.197、3本塁打、21打点と前年よりやや数字を落とした。
2023年はA級デルマーバで102試合に出場。打率.239、14本塁打、52打点という成績を記録した。
2024年もA級デルマーバで80試合に出場して打率.219、7本塁打、35打点を記録するも、同年8月13日に球団を解雇された。

### ロッテ時代
2025年1月28日に、千葉ロッテマリーンズが育成契約で獲得したことを発表した。背番号は140。
2025年はイースタン・リーグで一時期打率4割を超える活躍を見せた。同リーグで活躍を続け、同年のフレッシュオールスターゲームにも出場。1安打2四球と躍動した。7月25日までで同リーグに62試合出場し、打率.267、7本塁打、35打点とやや成績を落としていたものの、ここまでの活躍が評価され、同日支配下登録が発表された。背番号は69。

## 選手としての特徴
入団時の千葉ロッテマリーンズ監督の吉井理人は、「スイングスピードが速く、パワーもある。確実性が上がると楽しみな存在」と言及している。

## 詳細情報

### 背番号
- 140（2025年[4] - 同年7月24日）
- 69（2025年7月25日[7] - ）